# Multifil
Les unitats centrals de processament amb capacitat de processament multifil són les que tenen maquinari específic per executar eficientment múltiples fils. Es distingeixen dels sistemes de multiprocessament (com els sistemes multi-core) en què els fils han de compartir els recursos d'un sol nucli: les unitats de computació, la memòria cau de la CPU i el Translation Lookaside Buffer (TLB). Mentre que els sistemes de multiprocessament inclouen múltiples unitats de processament completes, la tècnica de multifil té com a objectiu augmentar la utilització d'un sol nucli mitjançant paral·lelisme a nivell de fil així com a nivell d'instrucció. Com que les dues tècniques són complementàries, a voltes es combinen en sistemes amb múltiples CPUs multifil i en CPUs amb múltiples nuclis multifil.

## Avantatges
Alguns dels avantatges inclouen:
- Si un fil d'execució falla contínuament al tractar de trobar dades a la memòria cau, els altres fils poden continuar, prenent avantatge dels recursos no utilitzats, i tot això pot portar a una execució global més ràpida, ja que aquests recursos haurien estat inactius si s'hagués executat només un fil.

- Si el fil no pot utilitzar tots els recursos de la CPU (perquè les instruccions depenen les unes de les altres), l'execució d'un altre fil pot evitar deixar-los inactius.

- Si diversos fils treballen en el mateix conjunt de dades, poden compartir la seua memòria cau, resultant en un millor ús d'aquesta memòria o sincronització dels seus valors.